# Irmgard Lankenau
Irmgard Lankenau (* 16. Juli 1952 in Marburg; † 7. März 2004 in Karlsruhe) war eine deutsche Bibliothekarin. Von 1998 bis 2004 war sie Direktorin der Universitätsbibliothek der Universität Koblenz-Landau.

## Leben und Wirken
Irmgard Lankenau studierte nach ihrer Reifeprüfung am Bismarck-Gymnasium Karlsruhe 1971 Geschichte, Kunstgeschichte und Baugeschichte. Nach ihrer Magisterprüfung 1977 war sie von 1978 bis 1983 wissenschaftliche Mitarbeiterin am Institut für Geschichte der Universität Karlsruhe, wo sie 1983 promovierte. Als Bibliotheksreferendarin an der Badischen Landesbibliothek trat sie 1983 in die Ausbildung für den höheren Bibliotheksdienst ein und legte 1983 die Fachprüfung hierfür an der Bibliotheksschule Frankfurt/M. ab. Bis 1995 war sie dann bei der Geschäftsführung des Fachinformationszentrums Karlsruhe im Arbeitsbereich „Nationale und internationale Zusammenarbeit“ tätig. Anschließend wechselte sie als Leiterin des Servicebereichs an das Deutsche Institut für Internationale Pädagogische Forschung in Frankfurt/M. Schließlich wurde sie 1998 Direktorin der Universitätsbibliothek der Universität Koblenz-Landau; diese Universität entstand 1990 durch die Umwandlung der früheren Erziehungswissenschaftlichen Hochschule Rheinland-Pfalz. Dieses Amt hatte sie bis zu ihrem frühen Tod 2004 inne. In ihrer Amtszeit ging es um Aufbau dieser Bibliothek und die Einrichtung von neuen Gebäuden. Außerdem beschäftigte sie sich mit dem modernen Dienstleistungs- und Informationsangebot von Bibliotheken und der Informationskompetenz der Nutzer. 
Neben ihrer Bibliotheksarbeit war Lankenau in zahlreichen fachlichen Gremien tätig.

## Veröffentlichungen
- Die Elsaß-Lothringer im Reich 1918–1933. Ihre Organisationen zwischen Integration und "Kampf um die Seele der Heimat" (= Europäische Hochschulschriften, Reihe 3, Bd. 232). Lang, Frankfurt/M. 1984, ISBN 3-8204-5478-0 (Dissertation Universität Karlsruhe).
- 15 Jahre Fachinformationszentrum Karlsruhe. In: ABI-Technik, Bd. 12 (1992), S. 17–24.
- (mit Georg-Friedrich Schultheiss): Auswirkungen der modernen Informationstechnik auf das Dienstleistungsangebot von Bibliotheken und Dokumentationseinrichtungen. In: ABI-Technik, Bd. 13 (1993), S. 289–296.
- (mit Peter A. Döring u. Berthold Weiß): Mobilität des wissenschaftlichen Nachwuchses und die Attraktivität des Wissenschaftsstandortes Deutschland für Interessenten aus dem Ausland. Eine Dokumentation. Bundesministerium für Bildung, Wissenschaft, Forschung und Technologie. Bonn 1997.
- Bildungsinformation im Wandel. Chancen und Notwendigkeiten in der Wissensgesellschaft. In: Gerhard de Haan (Hrsg.): Bildung ohne Systemzwänge. Innovationen und Reformen. Luchterhand, Neuwied 2000, S. 53–62, ISBN 3-472-04411-X.
- „Amerika, du hast es besser?“ Erfahrungen zum Thema Information Literacy. In: Margit Rützel-Banz (Hrsg.): Bibliotheken – Portale zum globalen Wissen (= Zeitschrift für Bibliothekswesen und Bibliographie, Sonderhefte, Bd. 81). Klostermann, Frankfurt/M. 2001, S. 81–89, ISBN 3-465-03159-8.
- (Hrsg. u. Mitautorin): Drei Standorte – zwei Bibliotheken – eine Universität. Architektur und Konzeption der Universitätsbibliotheken in Koblenz und Landau. Knecht, Landau 2002, ISBN 3-930927-70-5.
- Vermittlung von Informationskompetenz an Universitäten. Chancen und Herausforderung. In: Information – Wissenschaft & Praxis, Jg. 2002, H. 7, S. 428–433.
- Zwei neue Bibliotheksbauten an der Universität Koblenz-Landau. In: Bibliothek. Forschung und Praxis, Bd. 27 (2003), S. 100–105.
- (mit Heinrich Behrens): Wissenschaftswachstum in wichtigen naturwissenschaftlichen Disziplinen vom 17. bis zum 21. Jahrhundert. In: Berichte zur Wissenschaftsgeschichte, Bd. 29 (2006), S. 89–108.